# Manuel Carreira
Manuel María Carreira Vérez, S.J. (Valdovinho, 31 de maio de 1931 – Salamanca, 3 de fevereiro de 2020) foi um padre jesuíta, teólogo, filósofo e astrofísico espanhol; membro do Observatório do Vaticano, a cuja diretoria pertenceu por quinze anos. Foi conselheiro e colaborador em vários projetos da NASA e durante mais de trinta anos lecionou em diferentes universidades como a Universidade John Carroll e a Universidade Pontifícia Comillas. Em 1999 a Junta da Galiza concedeu-lhe a Medalha Castelao.

## Biografia
Manuel Carreira, natural de Vilarrube (Valdoviño), cresceu em Villalba e ingressou na Companhia de Jesus em 1948. Estudou Línguas Clássicas na Universidade de Salamanca e Filosofia na Universidade de Comillas. Em 1957 foi enviado aos Estados Unidos para continuar seus estudos, onde se formou em Teologia na Loyola Chicago University e mais tarde, após ser ordenado sacerdote em 1960, obteve o título de Mestre em Física na Universidade John Carroll de Cleveland em 1966; com um trabalho sobre o efeito do laser em líquidos.
Ele se doutorou pela Universidade Católica da América, com uma tese sobre raios cósmicos dirigida por Clyde Cowan, o físico que descobriu o neutrino. Durante sua estada nos Estados Unidos, ele serviu como padre em várias paróquias.
Carreira era um defensor da compatibilidade entre ciência e fé, campos que em sua opinião nunca se opuseram nem poderiam sê-lo, apesar de haver "uma espécie de obsessão" em mostrar o contrário. Ele considerava que ambas são duas formas parciais de conhecer a realidade que devem se complementar, pois nem a ciência pode dizer nada diretamente sobre a teologia, nem a fé pode responder às questões materiais.

## Morte
Faleceu aos oitenta e oito anos em Salamanca, no dia 3 de fevereiro de 2020. O funeral foi realizado na capela de San Estanislao (Salamanca).

## Obras
- Reason, Science & Revelation (2014) com Julio A. Gonzalo.
- Metafísica de la materia: Núcleos temáticos de Filosofía de la Naturaleza, materia no viviente (2001) ISBN 978-84-8468-034-5
- El hombre y el Universo ¿Somos fruto del azar? (2009) ISBN 978-84-92456-76-5
- En torno al Darwinismo (2010) ISBN 978-84-936889-7-4